# Lithasia lima
Lithasia lima är en snäckart som först beskrevs av Conrad 1834.  Lithasia lima ingår i släktet Lithasia och familjen Pleuroceridae. IUCN kategoriserar arten globalt som otillräckligt studerad. Inga underarter finns listade i Catalogue of Life.